# زلاتیا (استان دوبریچ)
زلاتیا (به بلغاری: Zlatia) یک منطقهٔ مسکونی در بلغارستان است که در شهرستان دوبریچکا واقع شده‌است.